# Canari (récipient)

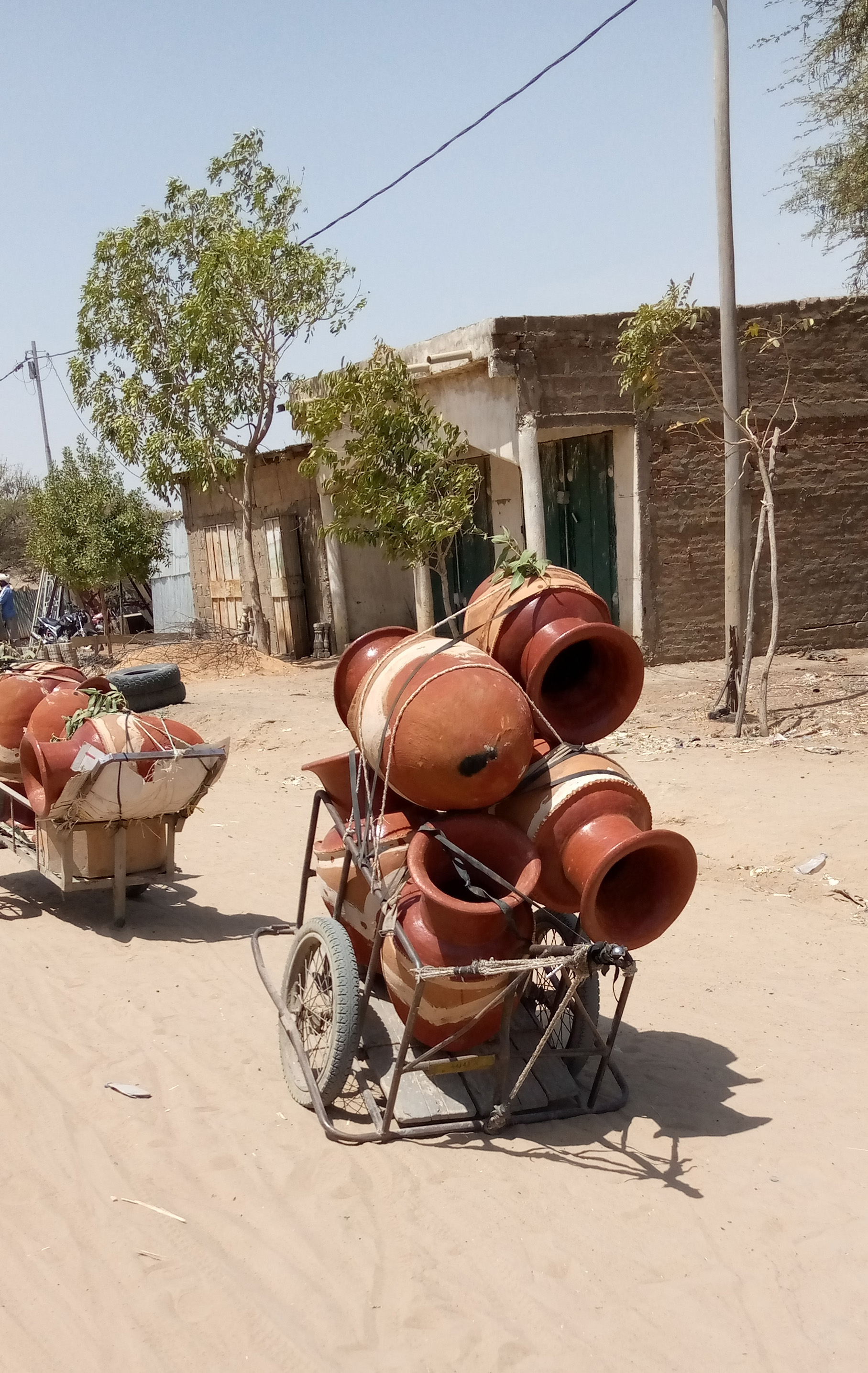
Transport de canaris au Tchad.

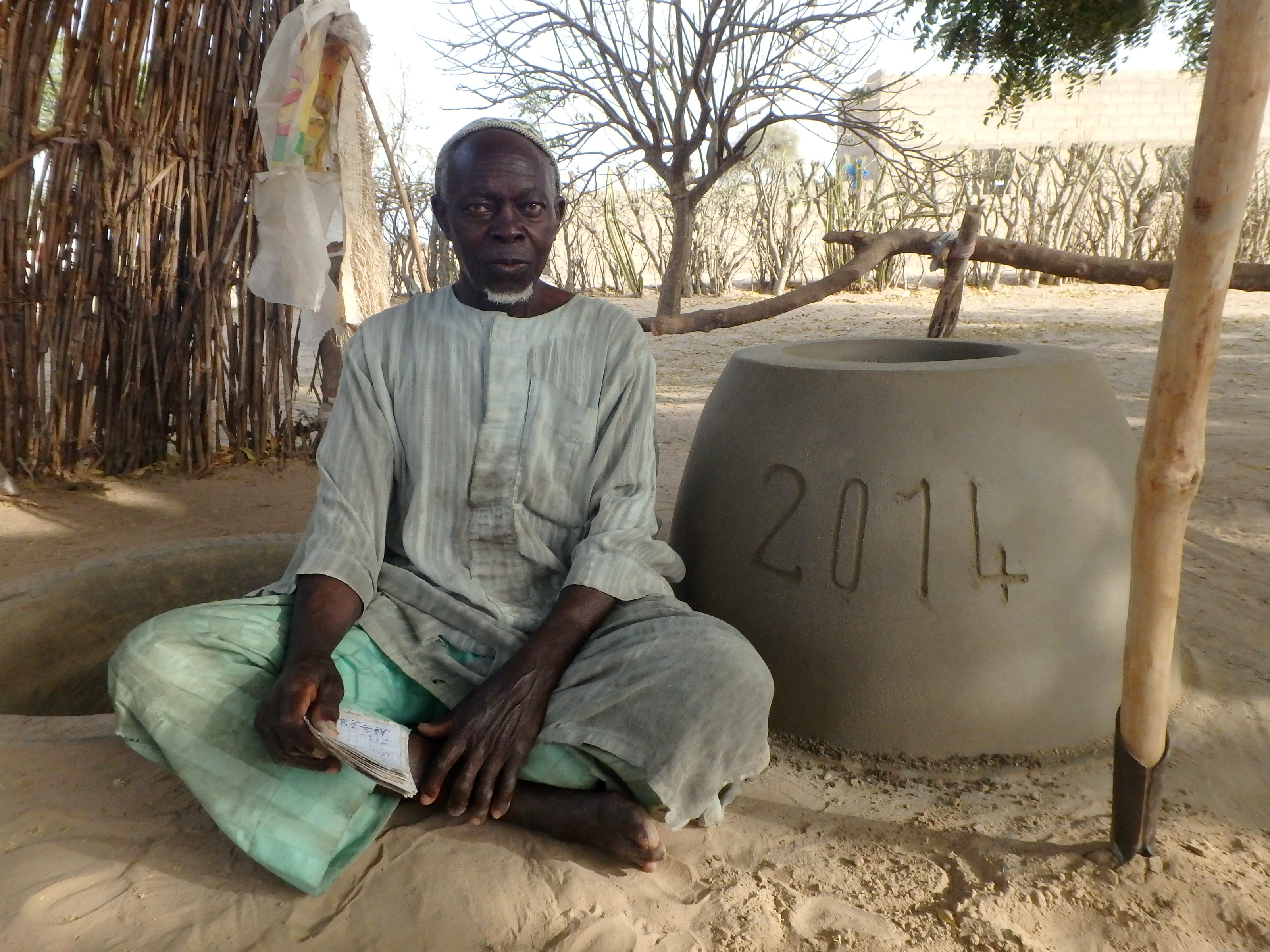
Artisan posant à côté de son nouveau canari en ciment, à demi enterré.

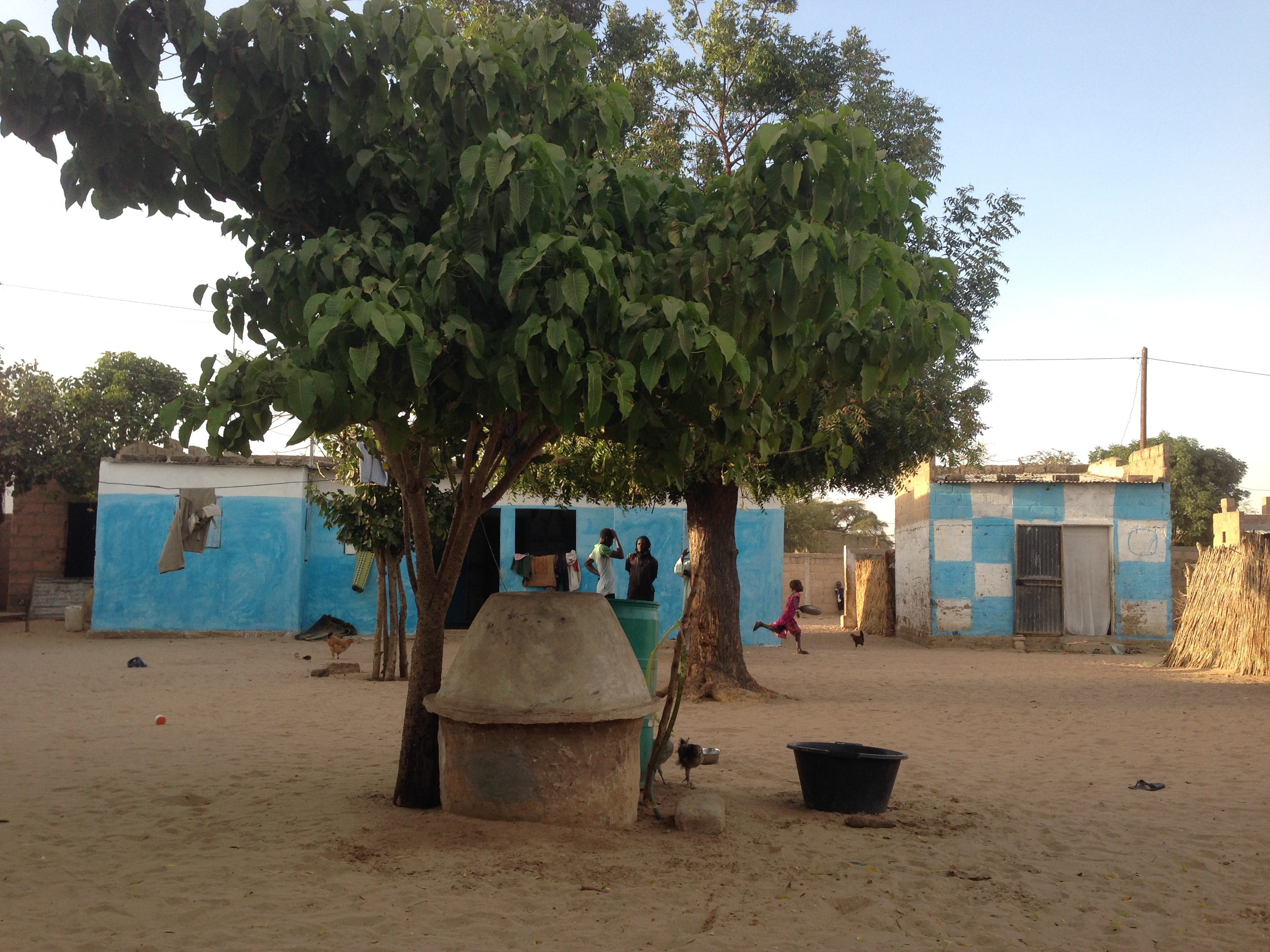
Canari en ciment dans la cour d'une maison au Sénégal

Pour les articles homonymes, voir Canari (homonymie).
Pour l’article ayant un titre homophone, voir Îles Canaries.

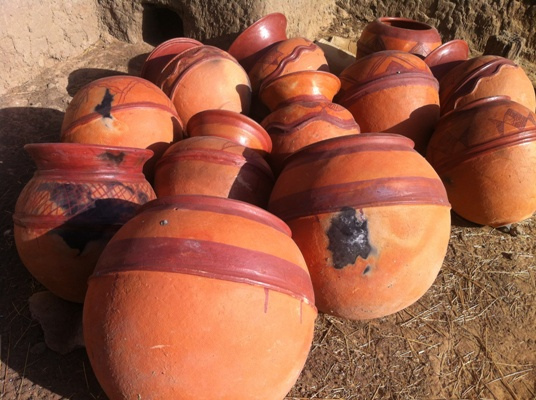
Canaris fabriqués à Ségou (Mali)

En Afrique de l'Ouest et Centrale, le canari est un grand récipient servant principalement à stocker et rafraîchir l'eau de boisson. Il est également utilisé dans les habitudes culinaires des peuples Africains. En sérère, il est appelé mbaar. En peul, il est appelé lodhé. Le Kédjénou, un plat du peuple Baoulé, se prépare dans un canari à basse température.
Aux Antilles françaises, le mot créole kanari désigne principalement les marmites : « Vyé kanari ka fè bon soup » (Les vieilles marmites font les bonnes soupes).

## Description
Un canari est en terre cuite ou en ciment, généralement de forme plus ou moins sphérique, avec une grande ouverture permettant d'en puiser l'eau facilement. Sa dimension peut varier de quelques dizaines de centimètres à plus d'un mètre de diamètre.
Il est généralement placé sur un support ou semi-enterré à l'intérieur ou à proximité d'une habitation, et sert de réserve d'eau fraîche de boisson pour ses habitants.

## Principe

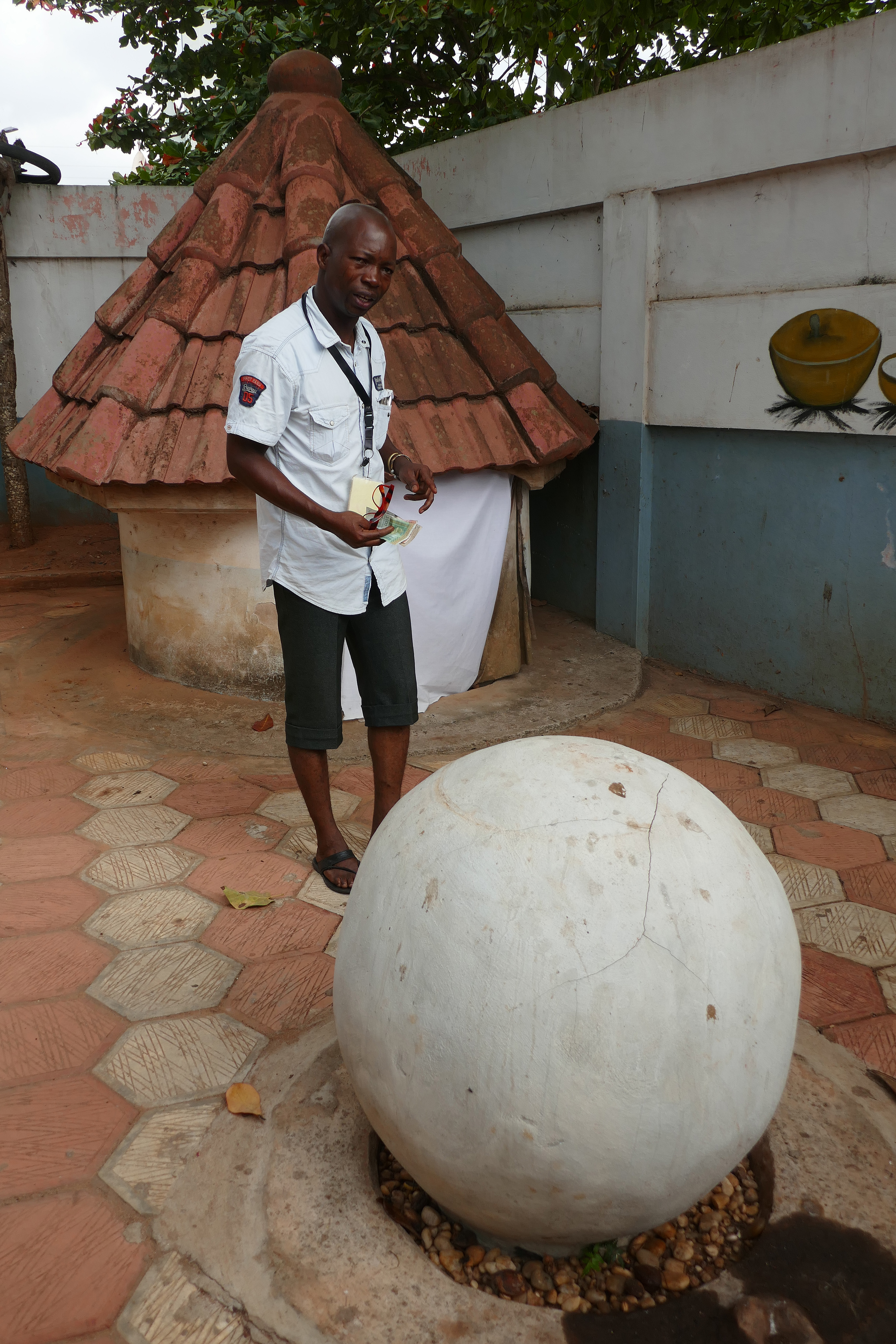
La jarre sacrée du Temple des Pythons à Ouidah : un canari retourné

La terre cuite, légèrement poreuse, permet le passage d'une petite quantité d'eau au travers des parois vers l'extérieur. L'évaporation de cette eau au contact de l'air extérieur plus sec nécessite un apport de calories, dont une part est fournie par l'eau à l'intérieur du récipient (le reste étant apporté par l'air ambiant). L'eau à l'intérieur du canari est donc refroidie selon le même principe que le refroidissement du corps humain par sudation.
Les motifs de parois en stries ou « granuleux » permettent d'augmenter la surface de contact eau-air, et augmentent ainsi la capacité à refroidir.
La gargoulette méditerranéenne est une gourde fonctionnant sur le même principe.